# Savolia maculata
Savolia maculata là một loài tò vò trong họ Ichneumonidae.